# Nationalpark Nino Konis Santana
Der Nationalpark Nino Konis Santana (portugiesisch Parque Nacional Nino Conis Santana) ist Osttimors erster Nationalpark. Er befindet sich an der Ostspitze der Insel Timor und wurde nach dem Freiheitskämpfer Nino Konis Santana (1957–1998) benannt, der in Tutuala, im Osten des heutigen Parks geboren wurde. Die Gegend war ein Rückzugsgebiet für die Unabhängigkeitskämpfer der FALINTIL im Kampf gegen die indonesischen Besatzer.

## Hintergrund
Bereits ab dem Jahr 2000 waren der Strand von Tutuala und der dahinter liegende Wald ein Wildschutzgebiet. Am 27. Juli 2007 wurde das heutige Gebiet von der Regierung zum Nationalpark erklärt. Die feierliche Einweihung erfolgte am 4. August 2008. Der Park gehört zur IUCN-Kategorie V. Damit sind prinzipiell das Anlegen neuer Felder, die Jagd und das Fällen von Bäumen verboten.
Geschützt werden sollen die Natur – dazu gehören Korallenriffe und der größte verbliebene intakte tropische Flachland- und Monsunregenwald der Region – und das kulturelle und historische Erbe in der Region. Das Gebiet hat mythologische Bedeutung für die Bevölkerung und es gibt historisch wichtige Orte aus der portugiesischen Kolonialzeit und der Zeit der japanischen Besatzung während des Zweiten Weltkriegs. Die osttimoresische Regierung wird beim Nationalpark unterstützt von BirdLife International und dem Department of Environment and Climate Change der Regierung von New South Wales/Australien. Wissenschaftliche Forschung soll weiterhin im Park betrieben werden. Sie muss aber vorher von der Behörde für Schutzgebiete und Nationalparks im Landwirtschaftsministerium und vom Staatssekretär für Kultur genehmigt werden.

## Schutzgebiet

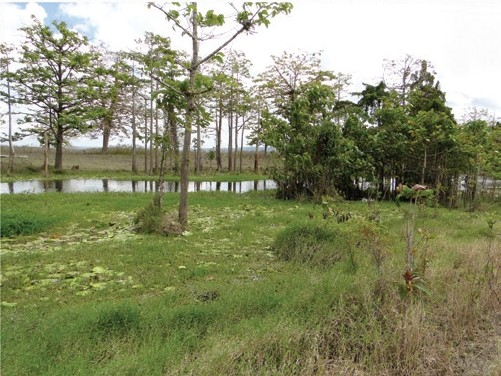
Der Irasiquero

Der Park liegt im äußersten Osten der Insel Timor und schließt die Sucos Tutuala, Lore I, Com, Mehara, Muapitine und Bauro (alle in der Gemeinde Lautém) ein. In den Dörfern innerhalb des Nationalparks leben mehr als 12.500 Menschen (2015). Das Schutzgebiet reicht bis drei Seemeilen vor die Küste hinaus. Die Gesamtfläche beträgt 123.600 Hektar, davon befinden sich 68.000 Hektar auf dem Land und 55.600 Hektar sind Meeresfläche. Die Gewässer um Timor herum gehören zum Korallendreieck, der Region mit der größten Biodiversität an Korallen und Rifffischen in der Welt. Das Meer im Nationalpark gilt als besonders intakt und artenreich, sowohl bei den Korallenriffen als auch in den tieferen Gewässern und den Mangrovenwäldern. Zum Nationalpark gehören das bisherige Wildschutzgebiet von Tutuala, die Important Bird Areas (IBA) von Lore, der Insel Jaco und des Monte Paitchau, sowie der See Ira Lalaro.
Die Landfläche besteht aus Feuchtgebieten, Wäldern, Küste und der Bergkette des Paitchau im Süden mit ihren für Osttimor typischen Kalksteinklippen. In dem Karstsystem finden sich Höhlen, Dolinen und Süßwasserquellen. Auch im Norden befindet sich eine Bergkette, die zusammen mit der Paitchaukette den äußeren Rand des Fuiloro-Plateaus bilden, dessen östlicher Teil zum Park gehört. Die Berge und die Südküste sind mit Primärwald bedeckt und bilden vermutlich die größte geschlossene Fläche von verbliebener Primärvegetation auf Timor. Die Region um die Überschwemmungsflächen des Ira Lalaro und weiter nach Westen zur Gemeindehauptstadt Lospalos sind durch den Menschen in Grasland verwandelt worden. Aus dem Ira Lalaro fließt nach Süden der Irasiquero. Der Fluss verschwindet in einem Ponor, dem als heilig geltenden Mainina-Loch. Die Strände der Meeresküste sind mit weißem Sand bedeckt. Als besonders schützenswert gelten die Küstenregenwälder, Küstenpalmsavannen, Mangrovenwälder und die Süßwasserfeuchtgebiete.
Von Mai bis Juli fällt durchschnittlich zweimal in der Woche Regen, von November bis Januar gibt es täglich zwei Stunden Starkregen. Dies kann zu Überflutungen führen, besonders auf den Flächen um den Ira Lalaro. Von August bis Oktober ist es heiß und trocken. Es gibt aber regionale Unterschiede. Der Norden des Sucos Tutuala hat eine jährliche Regenmenge von 500 bis 1000 mm und eine achtmonatige Trockenzeit. Im Süden des Sucos Mehara erreicht die Niederschlagsmenge 1000 bis 1500 mm jährlich bei fünf bis sechs Monaten Trockenzeit. Die Durchschnittstemperatur beträgt 23,6 bis 31,8 °C. Höchsttemperaturen können 38 °C erreichen.

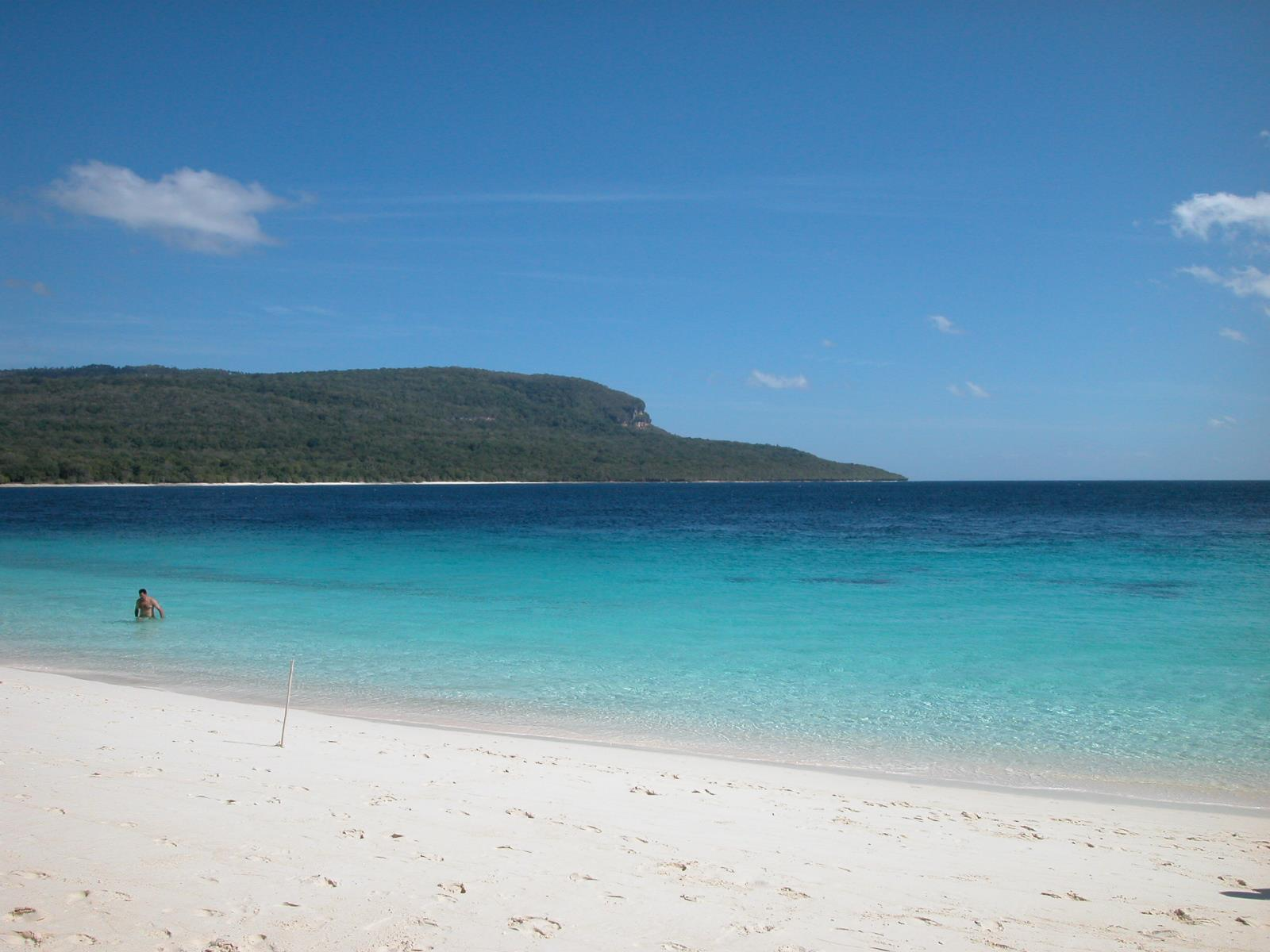
Strand der Insel Jaco
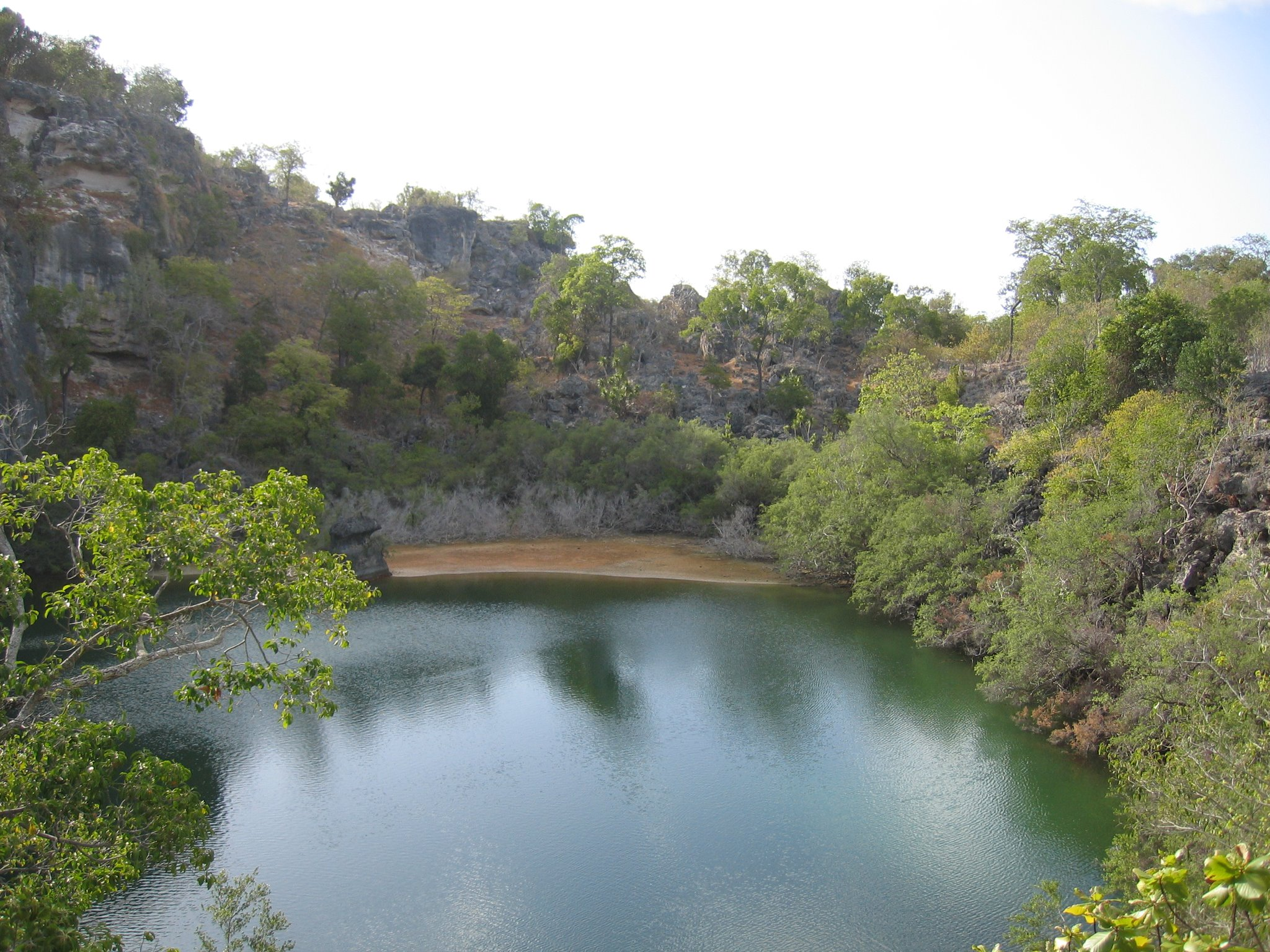
Lua Ira, der „Affensee“ nahe Com
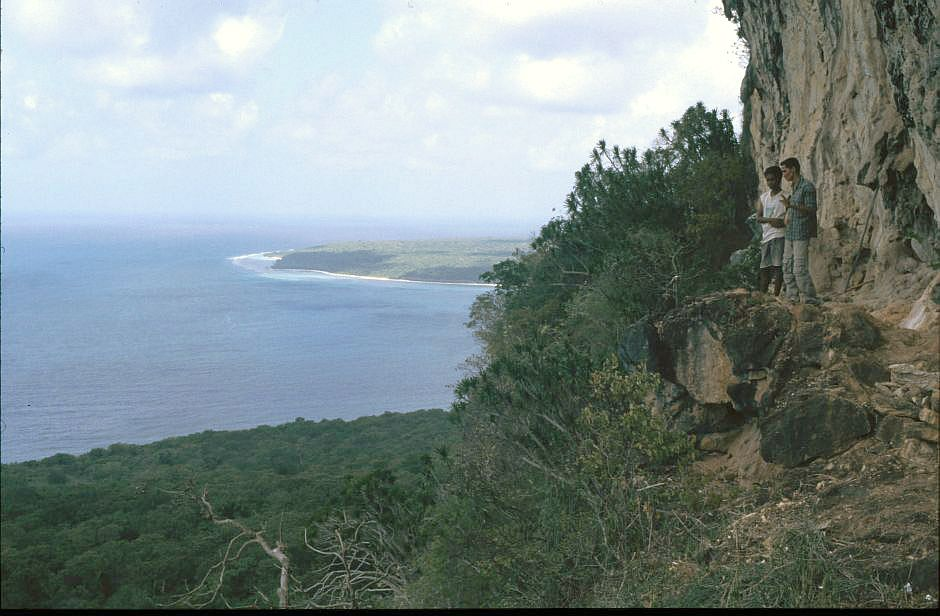
Blick von Ile Kére Kére auf die Insel Jaco
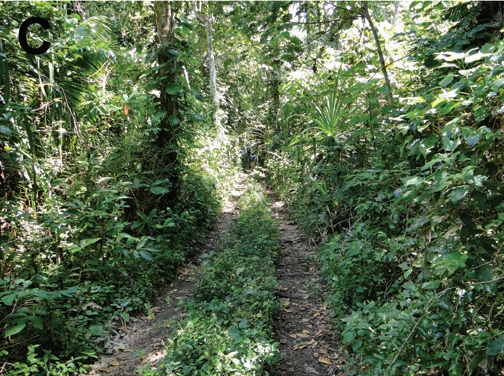
Tropischer Wald nahe Lore
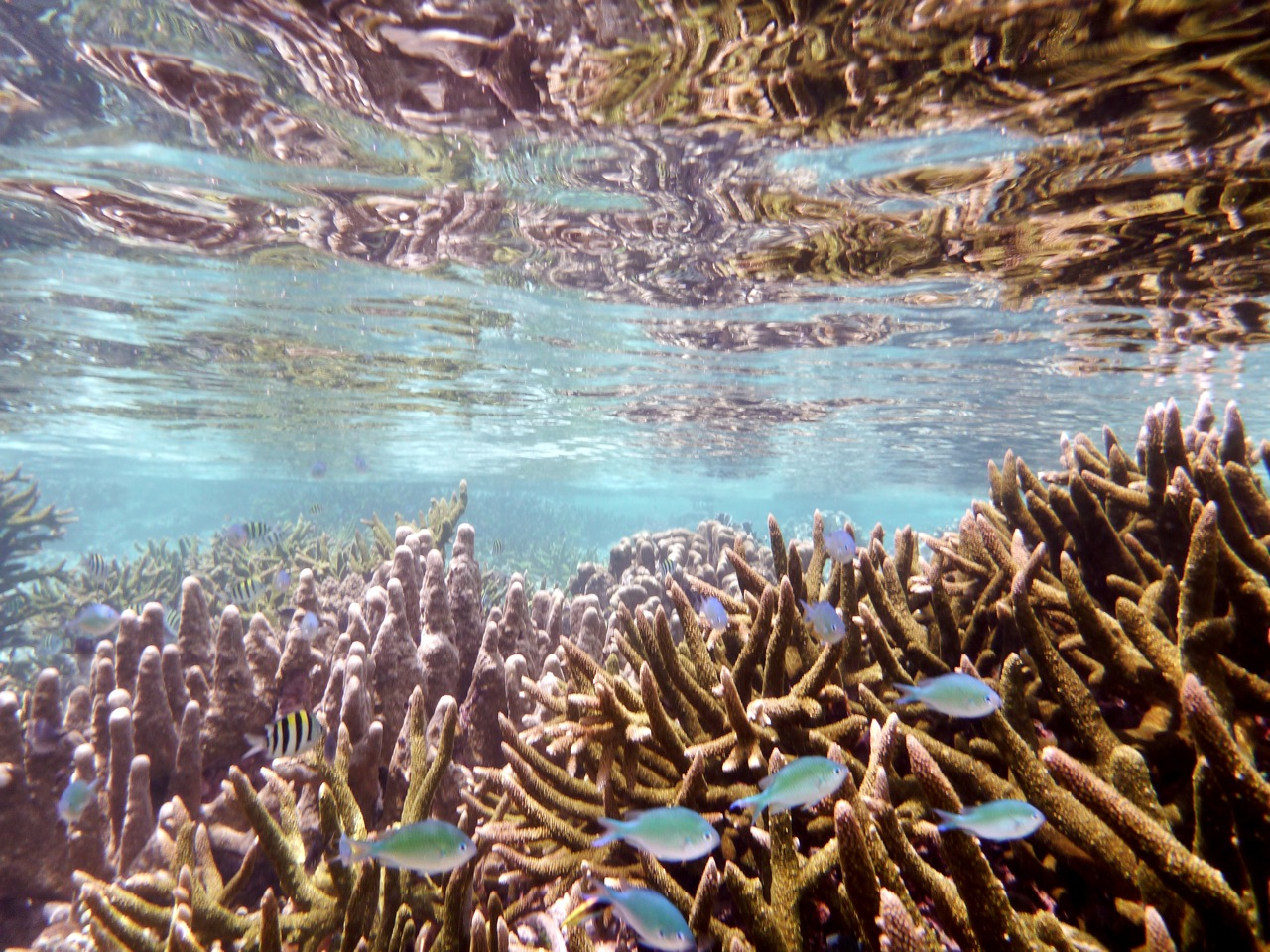
Unterwasserwelt in der Nähe von Jaco
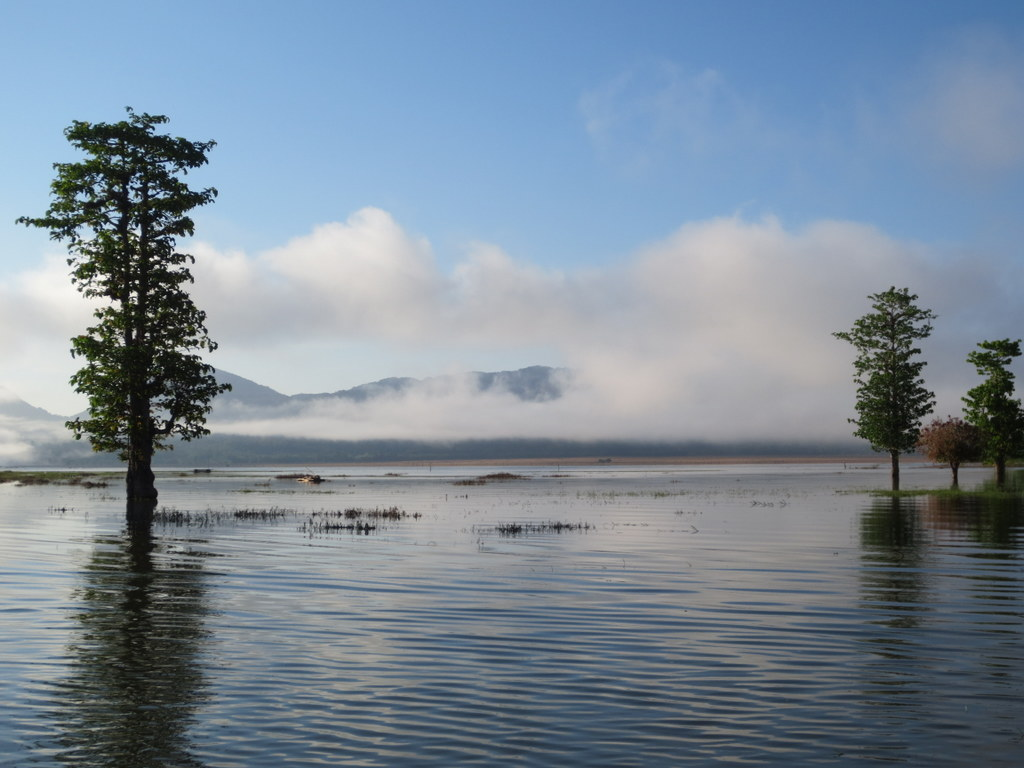
Der Ira Lalaro
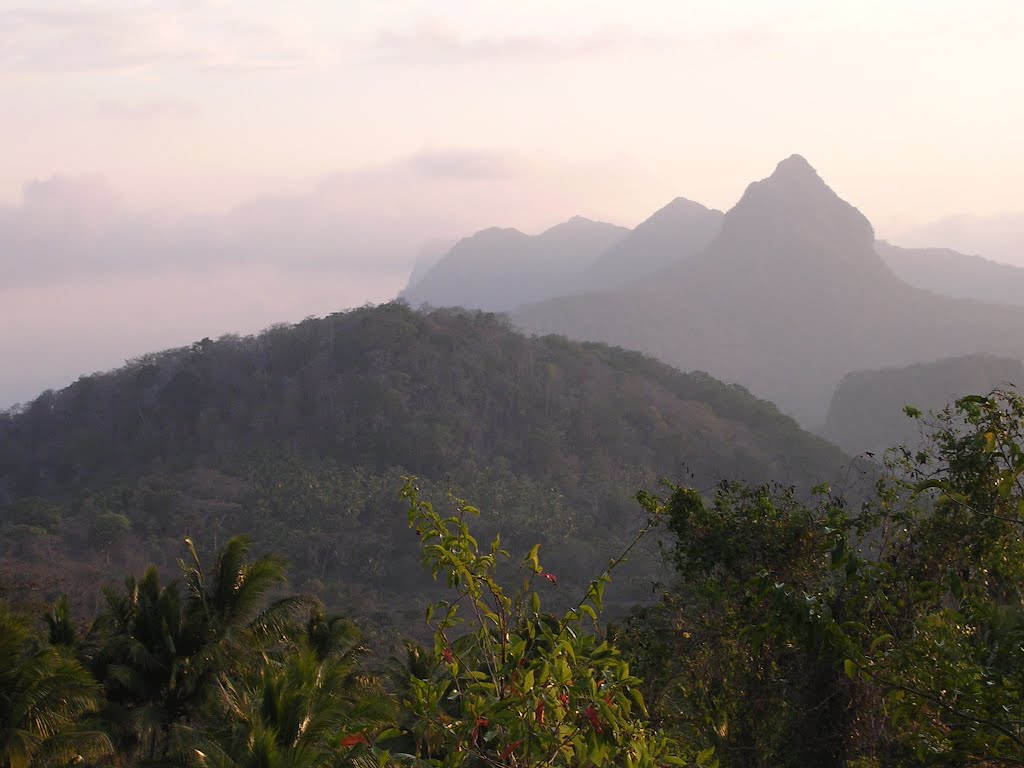
Gebirgskette des Paitchau bei Sonnenuntergang von Tutuala aus.
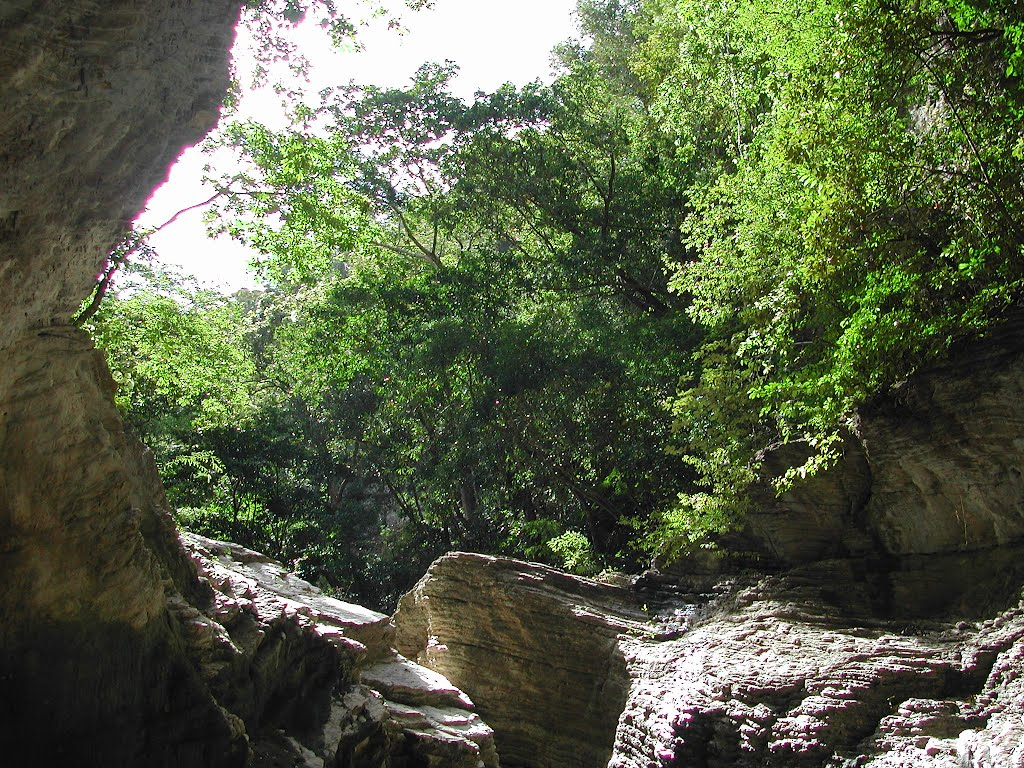
Felsüberhang in einer kleinen Schlucht, nahe dem Vero

## Fauna und Flora
| Vogelart                                            | Status                 |
| Große Kuckuckstaube (Macropygia magna)              | nicht gefährdet        |
| Timortaube (Schwarze Timortaube, Turacoena modesta) | gering gefährdet       |
| Timorgrüntaube (Timorgrüntaube) (Treron psittaceus) | stark gefährdet        |
| Sundafruchttaube (Ducula rosacea)                   | gering gefährdet       |
| Gelbwangenkakadu (Cacatua sulphurea)                | vom Aussterben bedroht |
| Timorsittich (Aprosmictus jonquillaceus)            | gering gefährdet       |
| Timorliest (Todiramphus australasia)                | gering gefährdet       |
| Temminckhonigfresser (Meliphaga reticulata)         | nicht gefährdet        |
| Timorlederkopf (Philemon inornatus)                 | nicht gefährdet        |
| Timorhonigfresser (Lichmera flavicans)              | nicht gefährdet        |
| Dreifarben-Honigfresser (Myzomela vulnerata)        | nicht gefährdet        |
| Timorgerygone (Gerygone inornata)                   | nicht gefährdet        |
| Orpheusdickkopf (Pachycephala orpheus)              | nicht gefährdet        |
| Feigenpirol (Sphecotheres viridis)                  | nicht gefährdet        |
| Sundapirol (Oriolus melanotis)                      | nicht gefährdet        |
| Timorstutzschwanz (Urosphena subulata)              | nicht gefährdet        |
| Timorlaubsänger (Phylloscopus presbytes)            | nicht gefährdet        |
| Fleckenbrust-Brillenvogel (Heleia muelleri)         | gering gefährdet       |
| Timordrossel (Zoothera peronii)                     | gering gefährdet       |
| Timorschmätzer (Saxicola gutturalis)                | gering gefährdet       |
| Brustbandschnäpper (Ficedula timorensis)            | gering gefährdet       |
| Hyazinthenblauschnäpper (Cyornis hyacinthinus)      | nicht gefährdet        |
| Blauwangen-Mistelfresser (Dicaeum maugei)           | nicht gefährdet        |
| Sonnennektarvogel (Cinnyris solaris)                | nicht gefährdet        |
| Blaugrüne Papageiamadine (Erythrura tricolor)       | nicht gefährdet        |

Der Nationalpark beherbergt zahlreiche Arten, die auf Timor oder in der Wallacea endemisch sind.
Allein 25 der Vogelarten im Park sind sogenannte Trigger-Arten der Timor and Wetar Endemic Bird Area (TWEBA), also restricted-range species (Arten mit beschränkter Verbreitung), die BirdLife International als Kriterium der Endemic Bird Area verwendet. Darunter finden sich der gefährdete Gelbwangenkakadu (Cacatua sulphurea) und die Timorgrüntaube (Treron psittaceus). In den Wäldern leben außerdem Mähnenhirsche (Rusa timorensis), Wildschweine, Eigentliche Tüpfelkuskus (Spilocuscus maculatus), 16 Fledermausarten und Affen. Im See und an der Küste finden sich Leistenkrokodile. An mehreren Stränden der Südküste und der Insel Jaco legen Meeresschildkröten ihre Eier ab. In den Gewässern der Küste können Wale, Delfine, Dugongs und Haie beobachtet werden.
2007 wurde erstmals eine neue timoresische Unterart der McCords Schlangenhalsschildkröte (Chelodina mccordi) beschrieben, die am Ira Lalaro lebt. Sie zeigt Merkmale, die sie zwischen die Nominalform der McCords Schlangenhalsschildkröte der Insel Roti und Chelodina novaeguineae aus Neuguinea stellen, weswegen dieses Timorschildkröte genannte Taxon teilweise auch als eigene Art Chelodina timorensis angesehen wird.
Nur im Irasiquero kommt der Fisch Craterocephalus laisapi vor. Die Art aus der Gattung der Hartköpfchen wurde erst 2005 für die Wissenschaft entdeckt und ist eine von nur zwei auf Timor heimischen Süßwasserfischarten. 2013 entdeckte man im Flachwasser der Küste eine weitere endemische Fischart, den Eviota santanai. 2023 folgte die Erstbeschreibung einer neuen Bogenfingergecko-Art in Osttimor, Cyrtodactylus santana, aus zwei Kalksteinhöhlen innerhalb des Nationalparks.

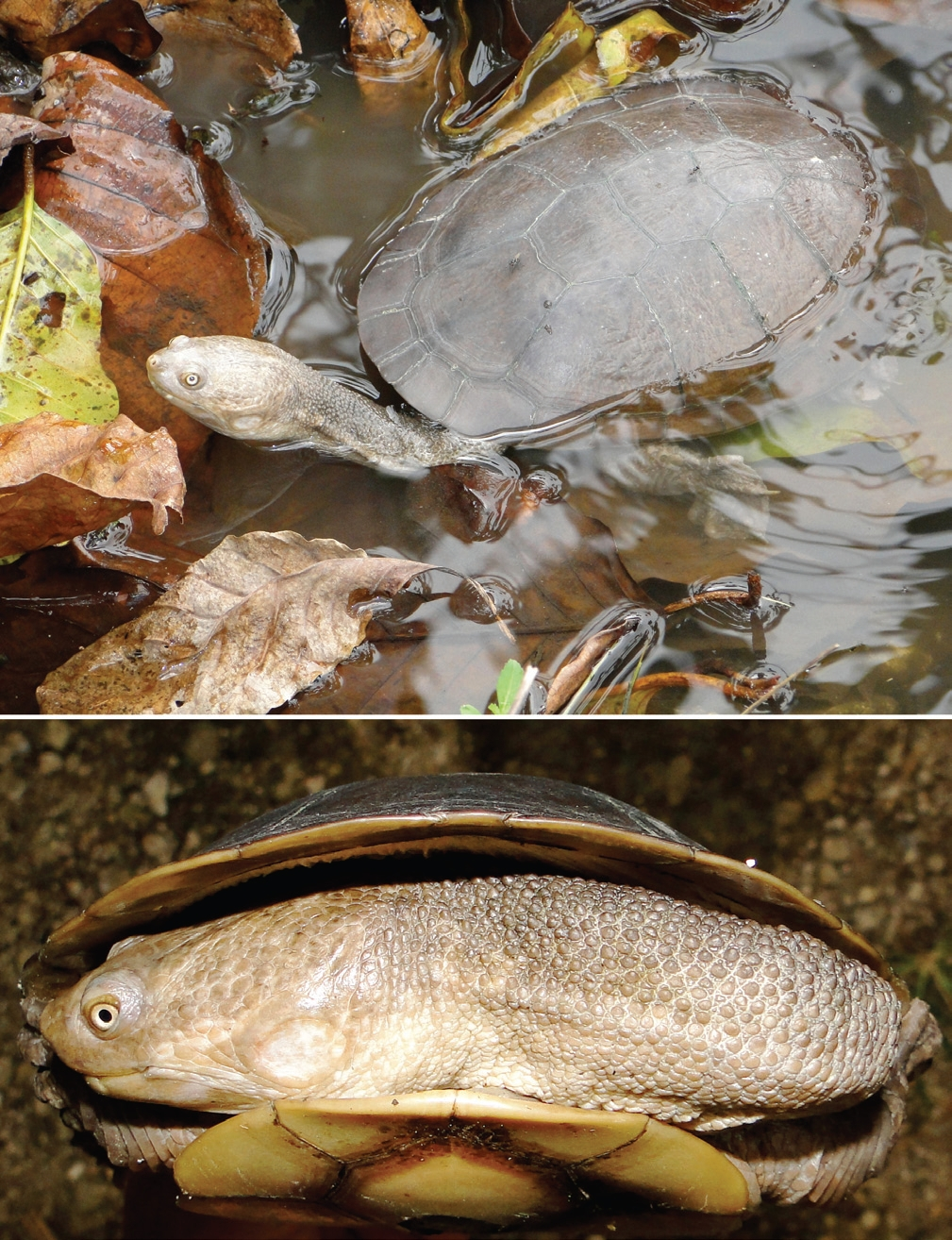
Timorschildkröte
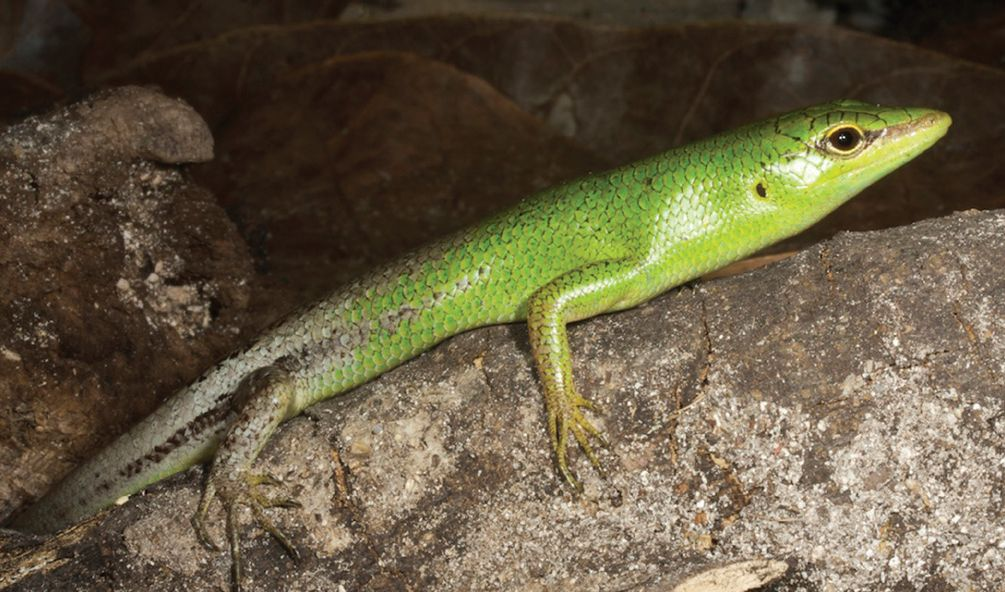
Smaragdskink in Lore
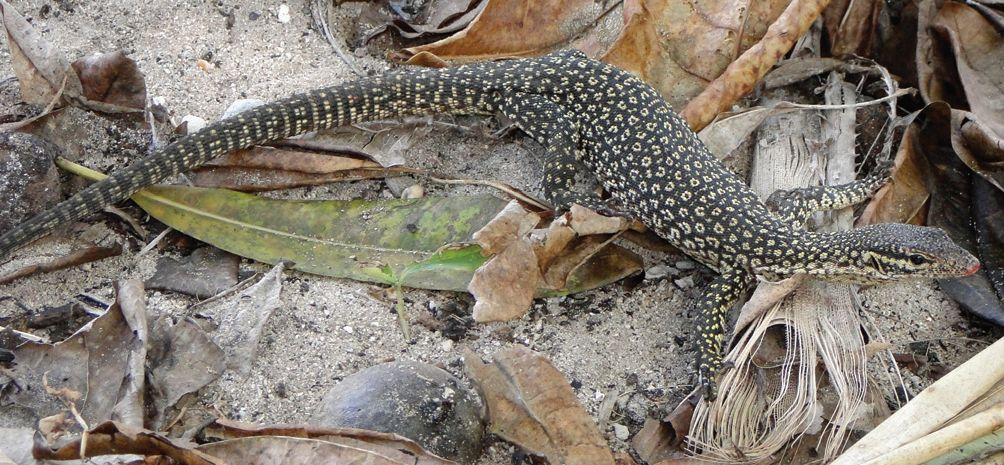
Timorwaran in Lore
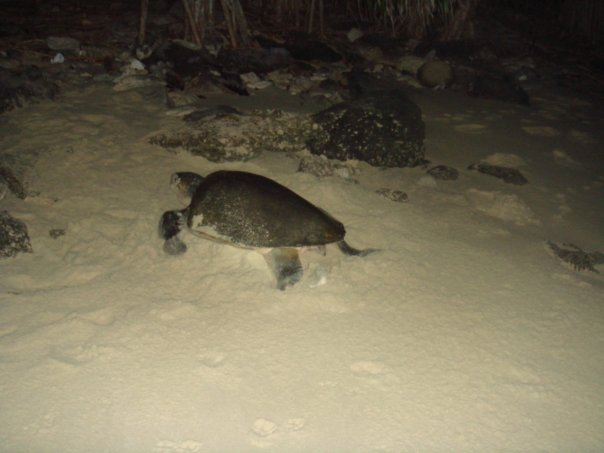
Meeresschildkröte am Strand von Tutuala vor der Eiablage
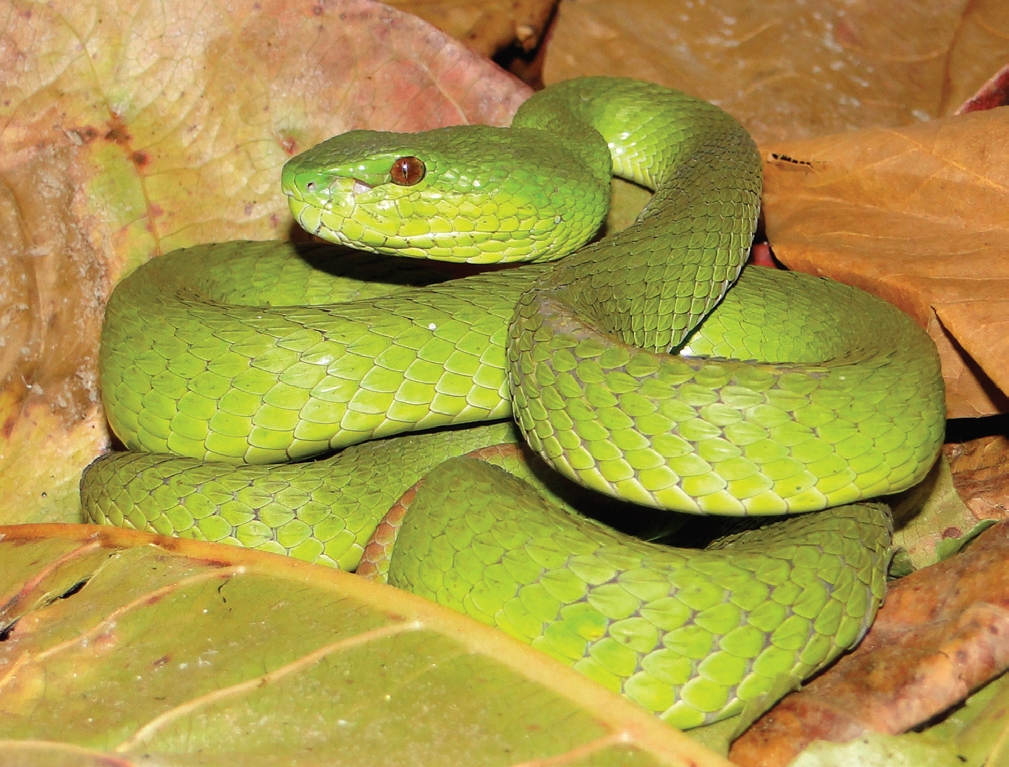
Insel-Bambusotter aus dem Überschwemmungsgebiet des Ira Lalaro
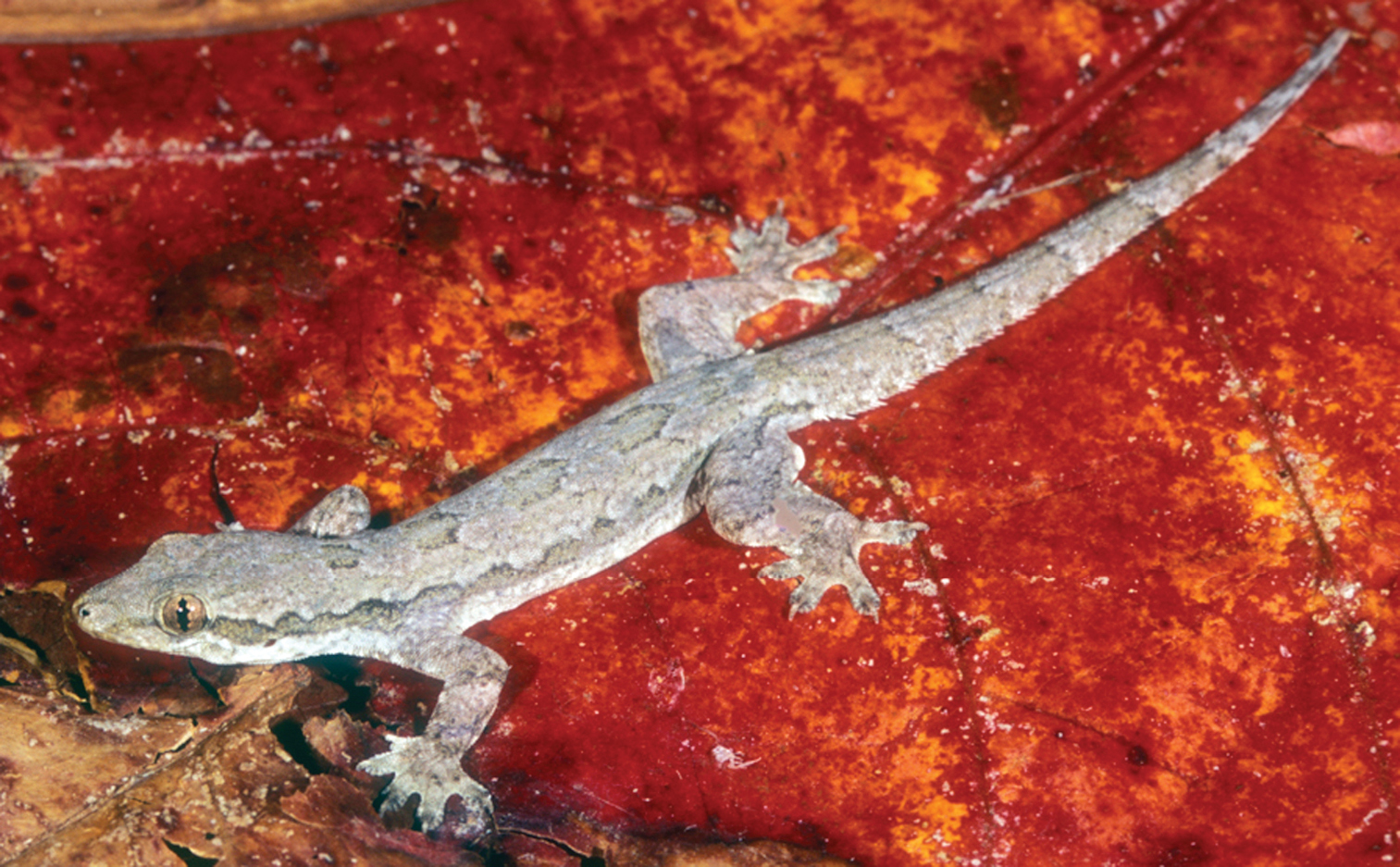
Saumschwanz-Hausgecko in Lore
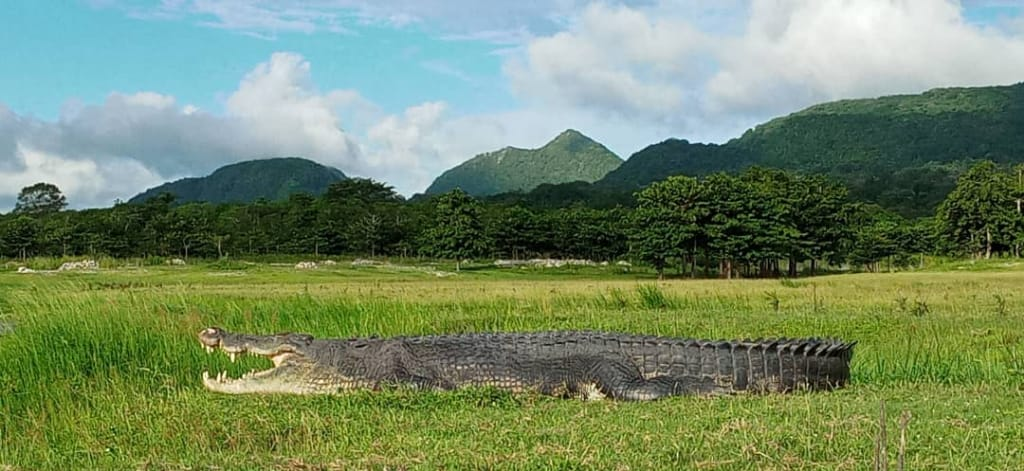
Leistenkrokodil im Nationalpark

Es wird geschätzt, dass es 1200 bis 1500 verschiedenen Pflanzenarten in der Region gibt. Etwa 730 davon sind bisher im Gebiet des Nationalparks nachgewiesen worden. Mindestens zehn Pflanzenarten im Nationalpark gelten als besonders schützenswert. Drei stehen auf der Roten Liste der IUCN: Intsia bijuga, Pterocarpus indicus und Santalum album, dessen Sandelholz jahrhundertelang das Hauptexportgut Timors war. Weitere möglicherweise bedrohte Arten sind Antiaris toxicaria, Neoalsomitra podagrica, Carallia brachiata und Eleocharis geniculata. Chromolaena odorata gilt als die dominierende Unkrautart, fehlt aber in den Primärwäldern und dem Grasland der Überschwemmungsgebiete.

## Historische und kulturell bedeutende Stätten

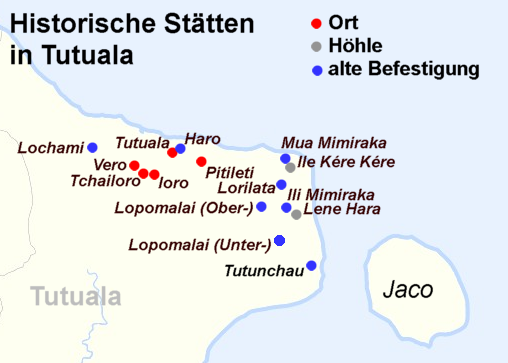
Historische Stätten um Tutuala

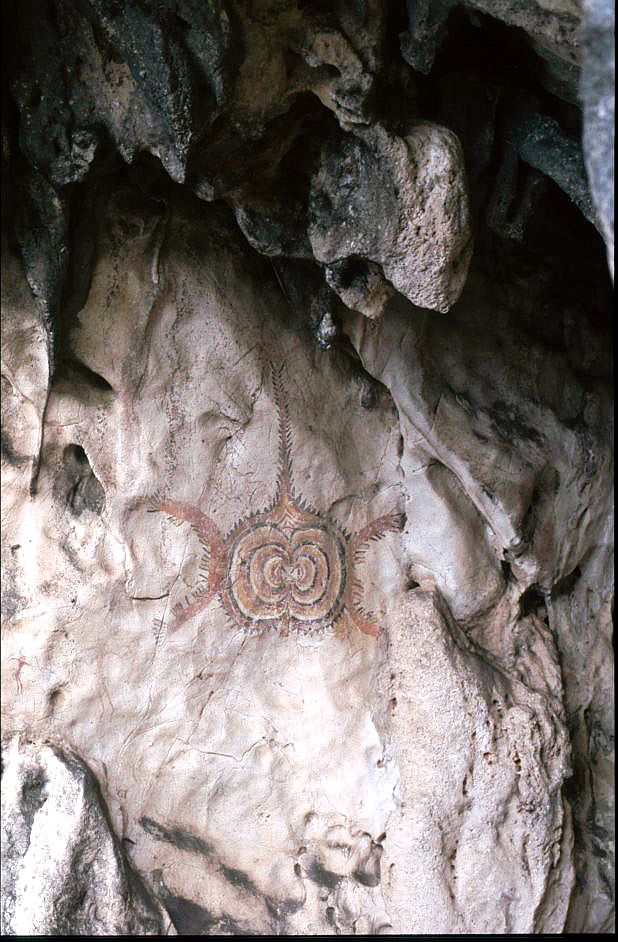
Bis zu 5000 Jahre alte animistische Zeichen in Ile Kére Kére

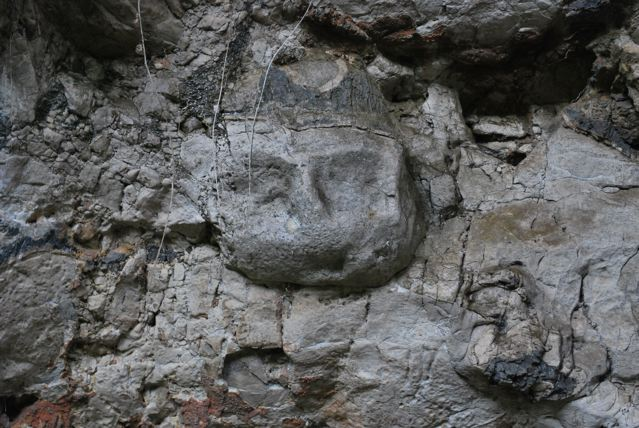
10.000 Jahre altes Steingesicht in Lene Hara

Nahe dem Strand liegen mehrere Höhlen und Felsüberhänge, in denen Höhlenmalereien und andere Spuren prähistorischer Besiedlung zu finden sind. So der Felsüberhang von Ile Kére Kére und die Höhle von Lene Hara. Ebenfalls in der Nähe von Tutuala liegt die Kalksteinhöhle Jerimalai, in der 42.000 Jahre alte archäologische Funde entdeckt wurden, die ältesten Spuren menschlicher Besiedlung auf den Kleinen Sundainseln überhaupt. Insgesamt befinden sich in den Grenzen des Nationalparks über 100 archäologische Stätten, darunter zahlreiche Befestigungen der einheimischen Bevölkerung (Tranqueiras) aus der vorkolonialen Zeit und heilige Stätten der animistischen Religion Timors. Mit über 25 Fundorten von Felsmalereien und einem mit Steingravuren hat der Nationalpark die größte und facettenreichste Ansammlung prähistorischer Malereien in ganz Südostasien. Sie finden sich vor allem unter Kalksteinüberhängen mit Blick auf das Meer, aber auch tiefer in Höhlen.
Daneben gibt es Hinterlassenschaften der portugiesischen Kolonialzeit. In Tutuala befindet sich die Residenz des lokalen Kolonialverwalters, in Lore, Mehara und Com gibt es Überbleibsel portugiesischer Festungen sowie in anderen Orten weitere portugiesische Gebäude und Ruinen. Die Japaner bauten während ihrer Besatzungszeit im Zweiten Weltkrieg elf Bunker, deren Betonüberreste noch zu finden sind. Außerdem nutzten sie mehrere Höhlen als Lagerräume. Die Straße von Tutuala nach Muapitine wurde von timoresischen Zwangsarbeitern unter den Japanern gebaut. Genauere Aufzeichnungen über alle Ruinen aus der Zeit der Schlacht um Timor fehlen bisher. Als ehemaliger Rückhalt des osttimoresischen Widerstands gegen die indonesischen Besatzer hat die Region auch eine nationalhistorische Bedeutung. Die Höhlen dienten den FALINTIL-Kämpfern als Versteck.
Traditionelle Zeremonien werden noch immer gepflegt, wie zum Beispiel das Mechi, das Sammeln der Meci-Würmer (Eunice viridis) an bestimmten Stellen der Küste. Im letzten Mondviertel vom Februar findet das kleinere Mechi kiik und bei Neumond im März das große Mechi boot statt. Die Ernte dieses maritimen Ringelwurms markiert den Beginn eines neuen Jahreszyklus für die Landwirtschaft und wird in den Dörfern festlich begangen.

## Bewirtschaftung

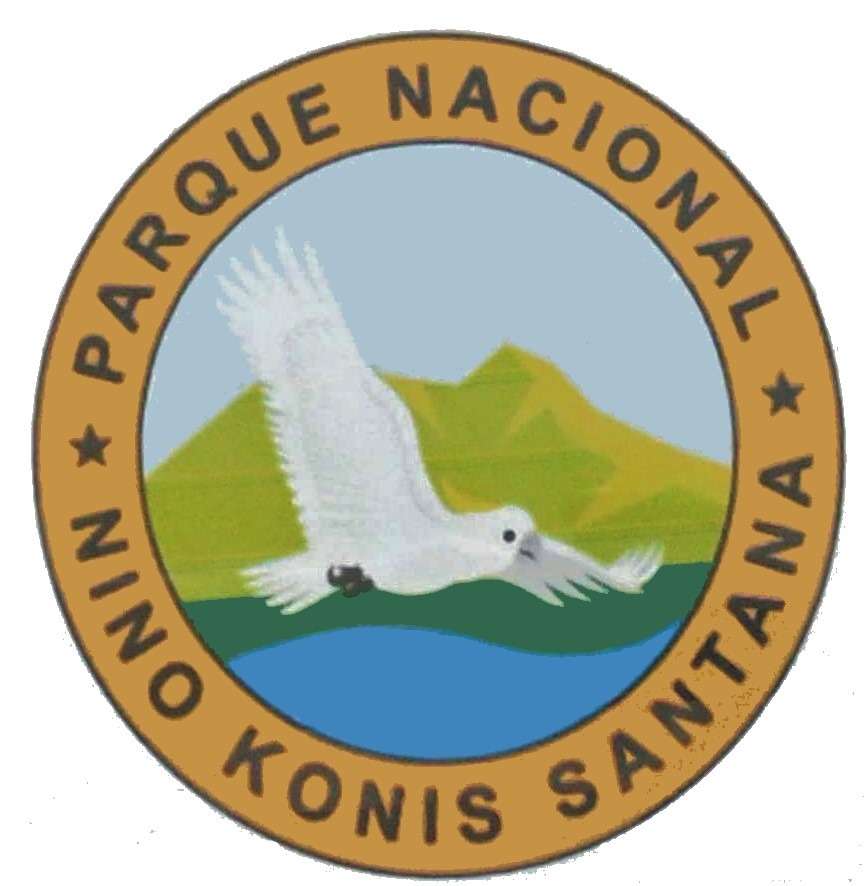
Logo des Nationalparks

Neben etwas Fischerei (mit Haken) und Viehhaltung (auf der Ebene um den See und um Tutuala und Com) wird bei den Dörfern im Nationalpark auch noch Landwirtschaft betrieben. Der Wald wird als Lieferant für Brennholz und Nahrung weiter genutzt. 87,7 % der Einkünfte der Einwohner im Nationalpark ergeben sich aus Ackerbau und der Zucht von Hühnern, Rindern, Wasserbüffeln, Ziegen und Schweinen. Mittels Brandrodung wurden Flächen zum Anbau von Mais, Maniok, Yamswurzeln und Bohnen geschaffen, die die Hauptgrundlage der größtenteils vegetarischen Ernährung der Bevölkerung bilden. In kleineren Mengen werden Nassreis und Tabak angebaut. Haustiere werden nur zu besonderen Feierlichkeiten geschlachtet, wie Hochzeiten und Beerdigungen. Die Fischerei und die eigentlich verbotene Jagd auf Affen, Kuskuse, Hirsche und verwilderte Schweine liefert eine Grundversorgung an Proteinen für die Menschen. Um den Ira Lalaro züchten die Anwohner während der Überflutungen Brasse und Welse.
Daneben entwickelt sich langsam der Tourismus, von dem auch die einheimische Bevölkerung ebenso wie von der Beschäftigung als Parkwächter profitieren soll. In Tutuala gibt es eine kleine Pension (Pousada) im ehemaligen Sitz des lokalen, portugiesischen Kolonialverwalters. In Com hat sich ein kleines Beach Resort etabliert und am Strand von Valu bei Tutuala entstand ein Eco-Village, das von einer lokalen Kooperative geführt wird. Gerade aber für die Bade- und Tauchtouristen sind Leistenkrokodile eine Gefahr. 2007 und 2008 gab es tödliche Krokodilangriffe am Strand von Com.
Organisierte Touren haben auch Com und Jaco als Ziel im Programm und Fischer fahren auch Individualtouristen zur Insel. Vom Park organisierte Touren fehlen allerdings.

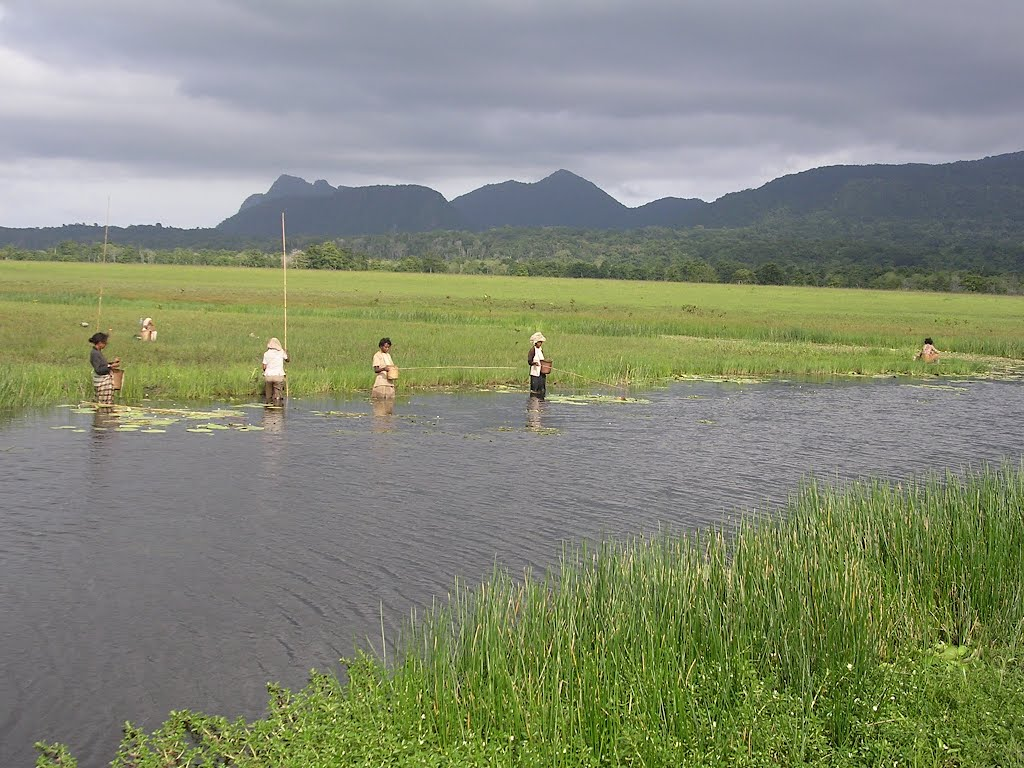
Frauen aus Malahara und Mehara fischen Welse und Tilapias. Im Fluss leben aber auch bis zu 4 m lange Leistenkrokodile
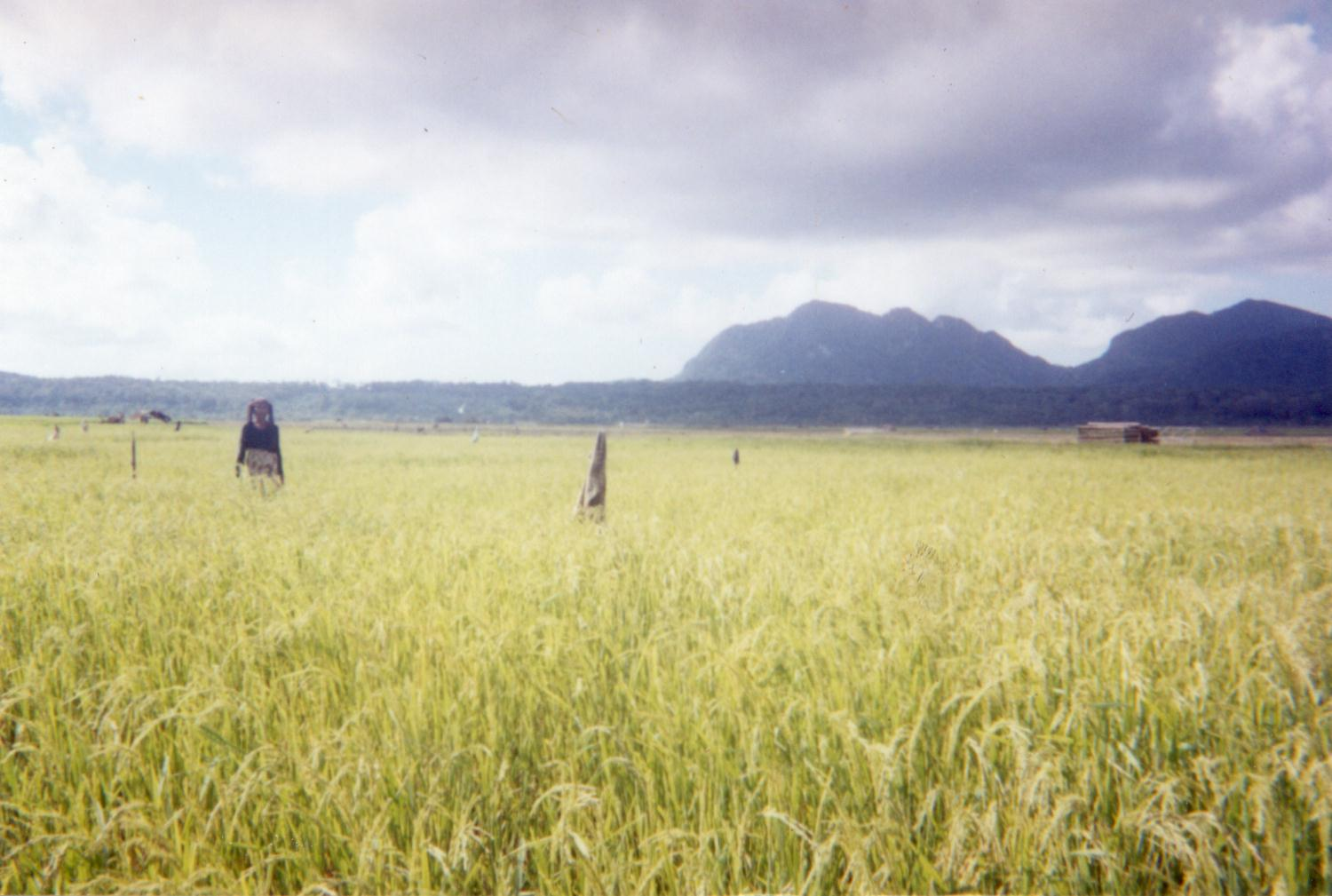
Felder bei Mehara
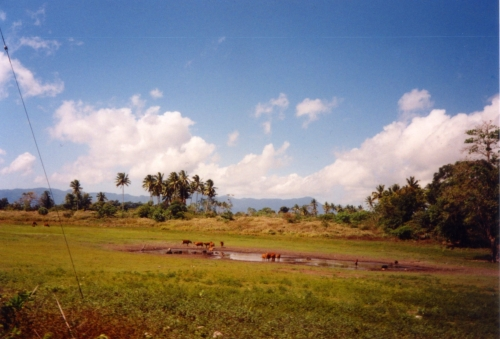
Bateng-Rinder im Überschwemmungsgebiet nördlich des Ira Lalaro
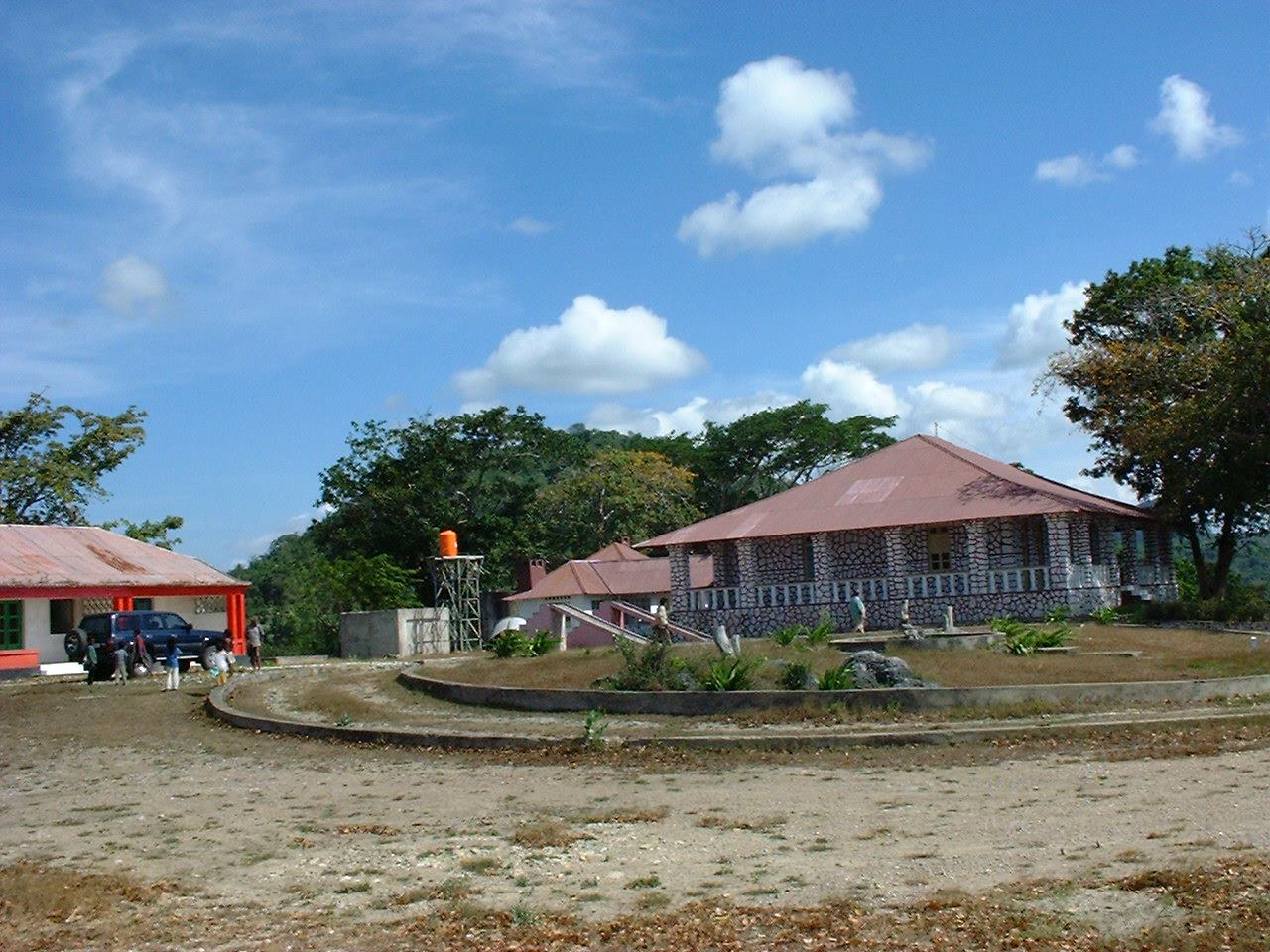
Pousada von Tutuala, ehemaliger Sitz des portugiesischen Kolonialverwalters
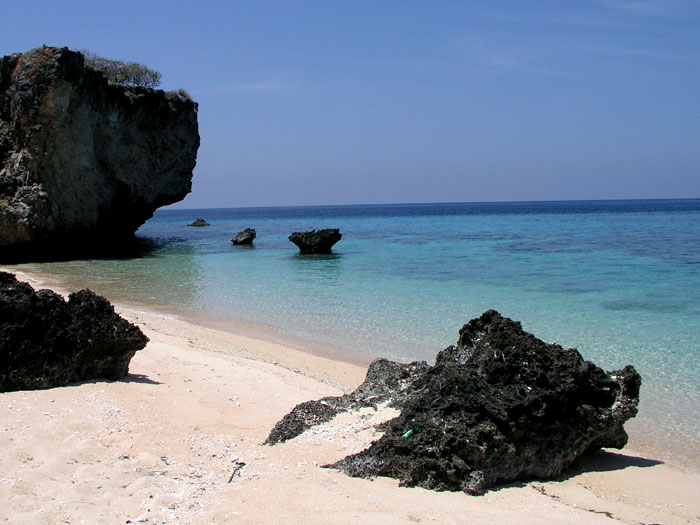
Strand von Com
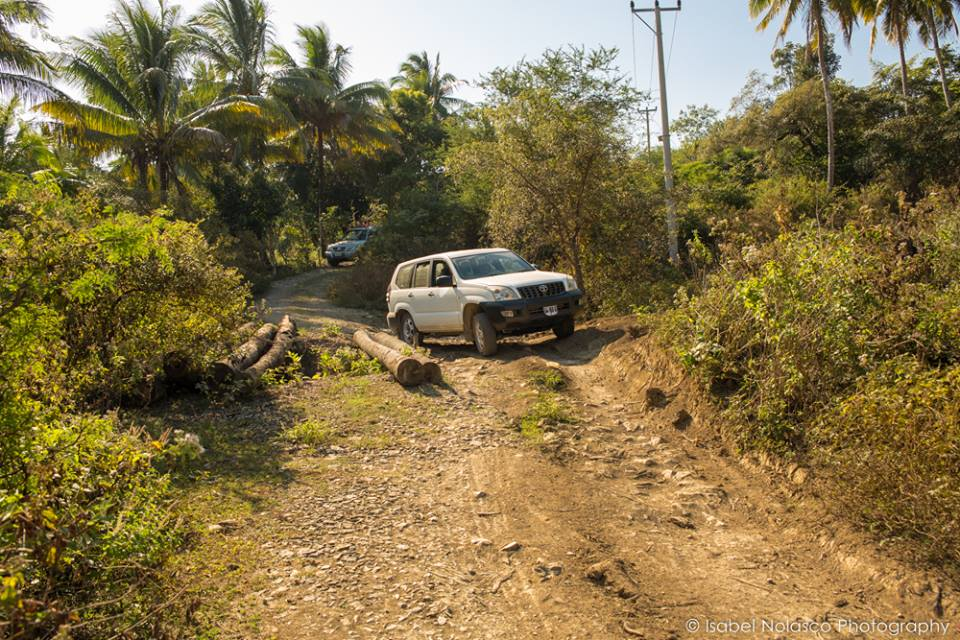
Die Fahrt zum Strand von Valu ist nur mit Geländewagen möglich
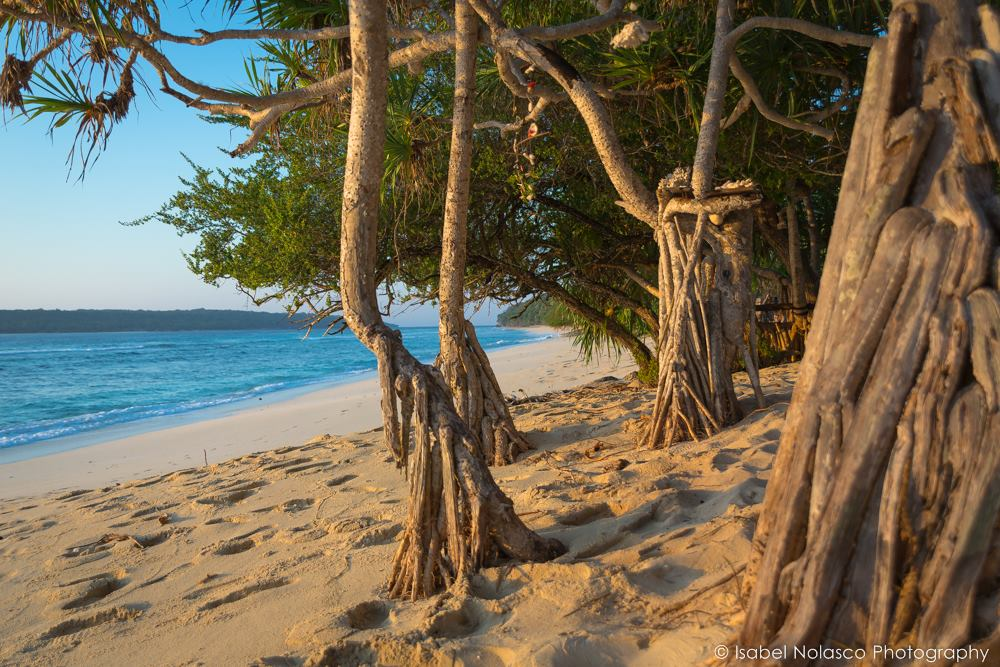
Strand von Valu gegenüber von Jaco

## Bedrohungen
Brandrodung zum Anlegen von Feldern gilt als stärkste Bedrohung für den Nationalpark. Daneben gibt es illegale Abholzungen und Jagd auf Säuger, Vögel und Schildkröten, Verbiss durch Hausvieh im Wald, illegale Fischerei durch ausländische Fischer (auch mit Dynamit und Gift) und Verschmutzung durch Müll und Abwässer (vor allem an den Stränden). Als Problem wird auch das unkontrollierte und unerlaubte Betreten heiliger Stätten angesehen. So wird das traditionelle Betretungsverbot von Jaco nicht mehr beachtet. Nur das Übernachten auf der Insel ist noch immer verboten.
Allgemein soll sich die ansässige Bevölkerung am Schutz des Parks beteiligen, doch wurden bisher nur sechs lokale Ranger designiert.